# Rue du Bois-de-Boulogne (Neuilly-sur-Seine)
Pour les articles homonymes, voir Rue du Bois-de-Boulogne.
La rue du Bois-de-Boulogne est une voie de la commune de Neuilly-sur-Seine (département des Hauts-de-Seine).

## Situation et accès
Située dans le quartier Saint-James, la rue du Bois-de-Boulogne débute au 46, avenue de Madrid et au 63, boulevard du Commandant-Charcot et finit au 73, boulevard du Général-Kœnig. 
Orientée est-ouest, elle est rejointe ou traversée par plusieurs voies. D’est en ouest :
côté impair
- rue Saint-James,
- rue Delabordère,
- rue de Longchamp.

côté pair
- rue Alexandre-Bertereau,
- rue de Longchamp.

Le quartier est desservi par la ligne 1 à la station Pont de Neuilly.

## Origine du nom
Elle doit son nom à la proximité du bois de Boulogne. On peut relever dans la presse une petite annonce mentionnant le nom de la rue en 1845.

## Historique

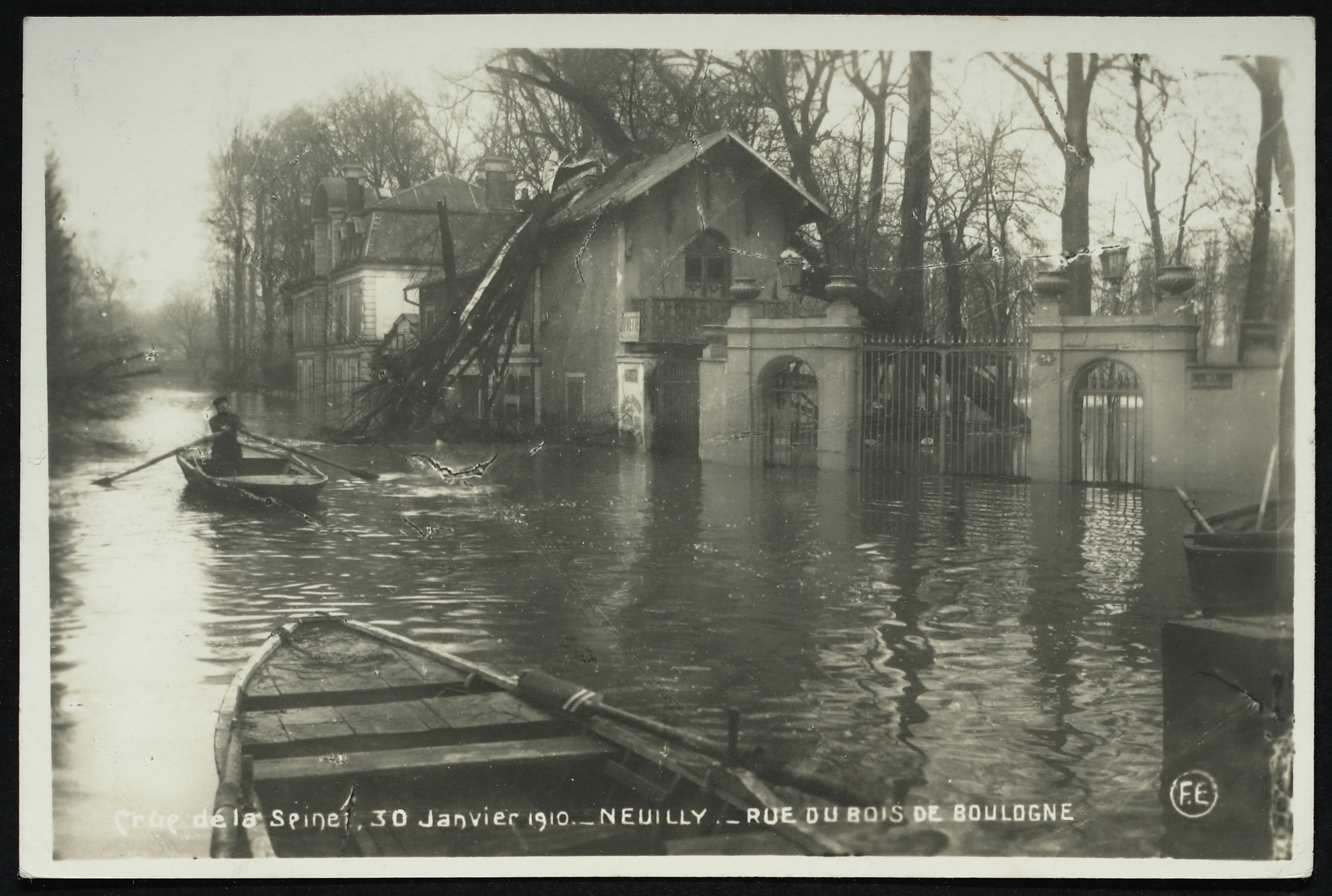
La rue lors de la crue de 1910.

- Au mois de janvier 1910, lors de la crue de la Seine, la rue est envahie par les eaux, comme d’autres voies de Neuilly (boulevards Bineau, Bourdon, d’Argenson, rue Soyer...). Les secours sont rapidement organisés par la municipalité et les pompiers. Une centaine de personnes sont accueillies dans les hôtels de la ville et logées aux frais de la municipalité[2].

## Bâtiments remarquables et lieux de mémoire

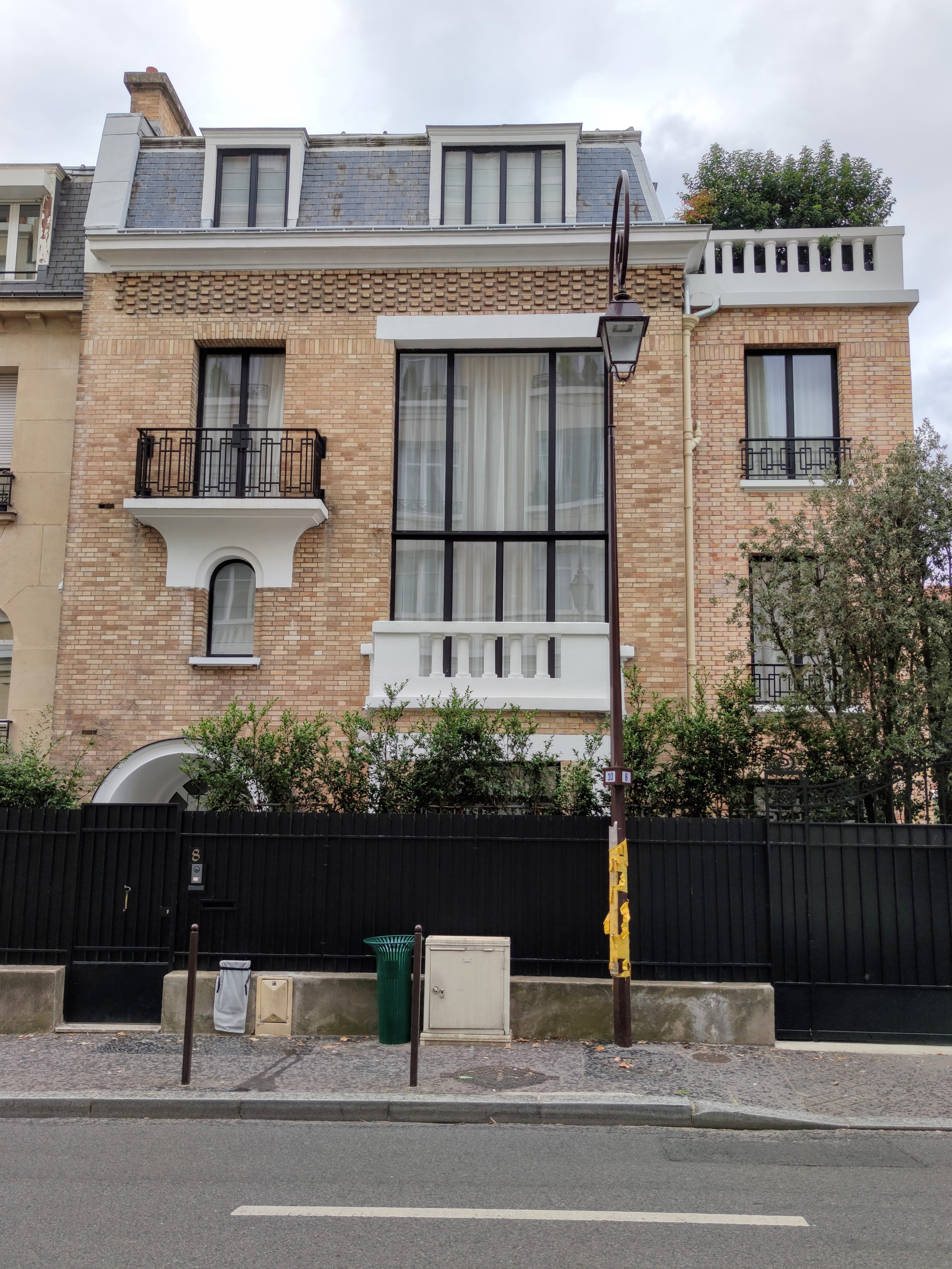
No 8.

- Nos 4-6 : hôtels Beaudouin de style Art déco construits en 1927 par les architectes Eugène Beaudouin et Marcel Lods[3],[4].
- Nos 7-9 (anciennement) : hôtel particulier de l'actrice et écuyère Blanche de Marcigny (1865-1944).
- Nos 21-23 (également 4, rue Delabordère et 23, rue de Longchamp) : castel Saint-James. En 1885, cette propriété, avec l’ensemble de ses meubles, est mise à prix 60 000 francs[5]. Plus récemment, cet hôtel a appartenu au réalisateur Henri Verneuil et à l'homme d'affaires Lindsay Owen-Jones[6]. Acheté par le couple Tapie en 2012, il est mis en vente en 2025 par la justice, après saisie, avec une mise à prix de 9 millions d’euros[7].
- No 24 bis : hôtel particulier réalisé en 1923 par l’architecte Jacques Hermant dans le cadre du lotissement dit de l’avenue du Parc-Saint-James[8].
- No 36 : immeuble de 1930 construit par l’architecte R. M. Kapp, signé en façade.
- No 44 : immeuble de 1913 construit par l’architecte Joachim Richard, signé en façade. Le sculpteur animalier Georges Malissard (1877-1942) y habite dans les années 1930[9].
- Nos 45-47 : en 1925, le peintre Maurice Asselin (1882-1947) s’installe à cette adresse dans une résidence-atelier dont il a confié le projet à l'architecte Pierre Patout[10].
- No 48 : immeuble de 1923 construit par l’architecte Henri Delormel, signé en façade.

Hôtels Beaudouin, Nos 4-6
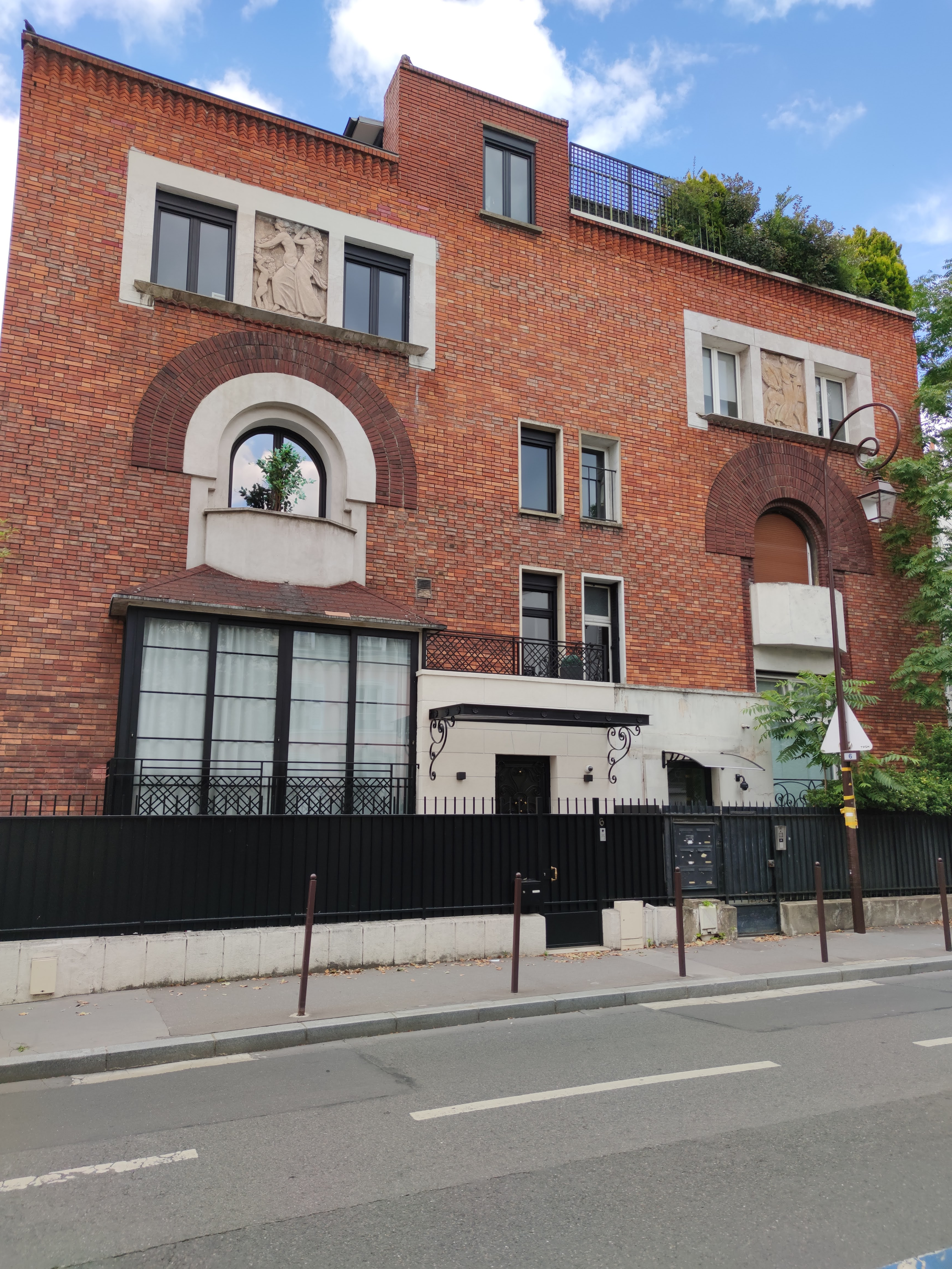
Vue d'ensemble.
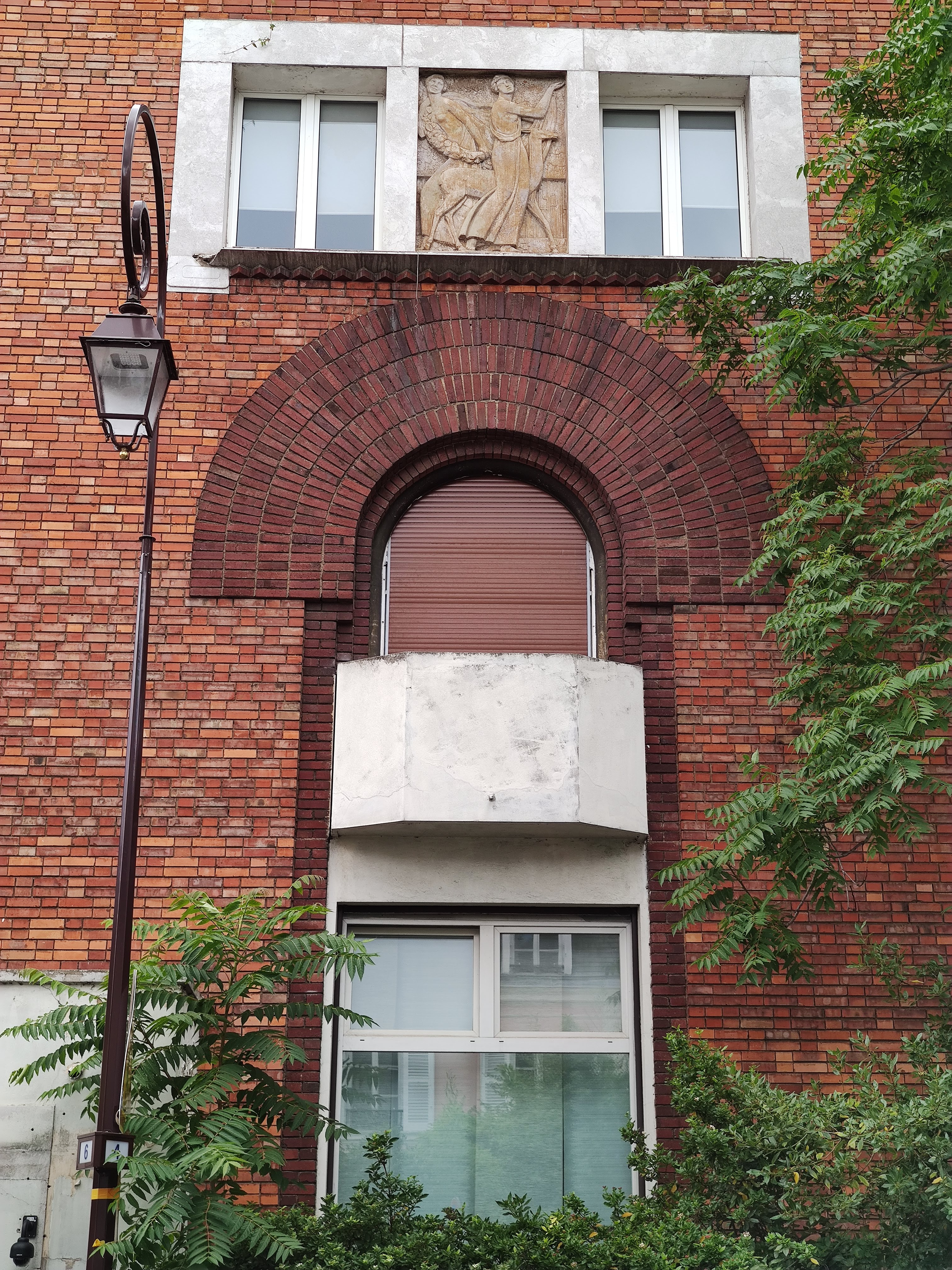
Détail de la façade.
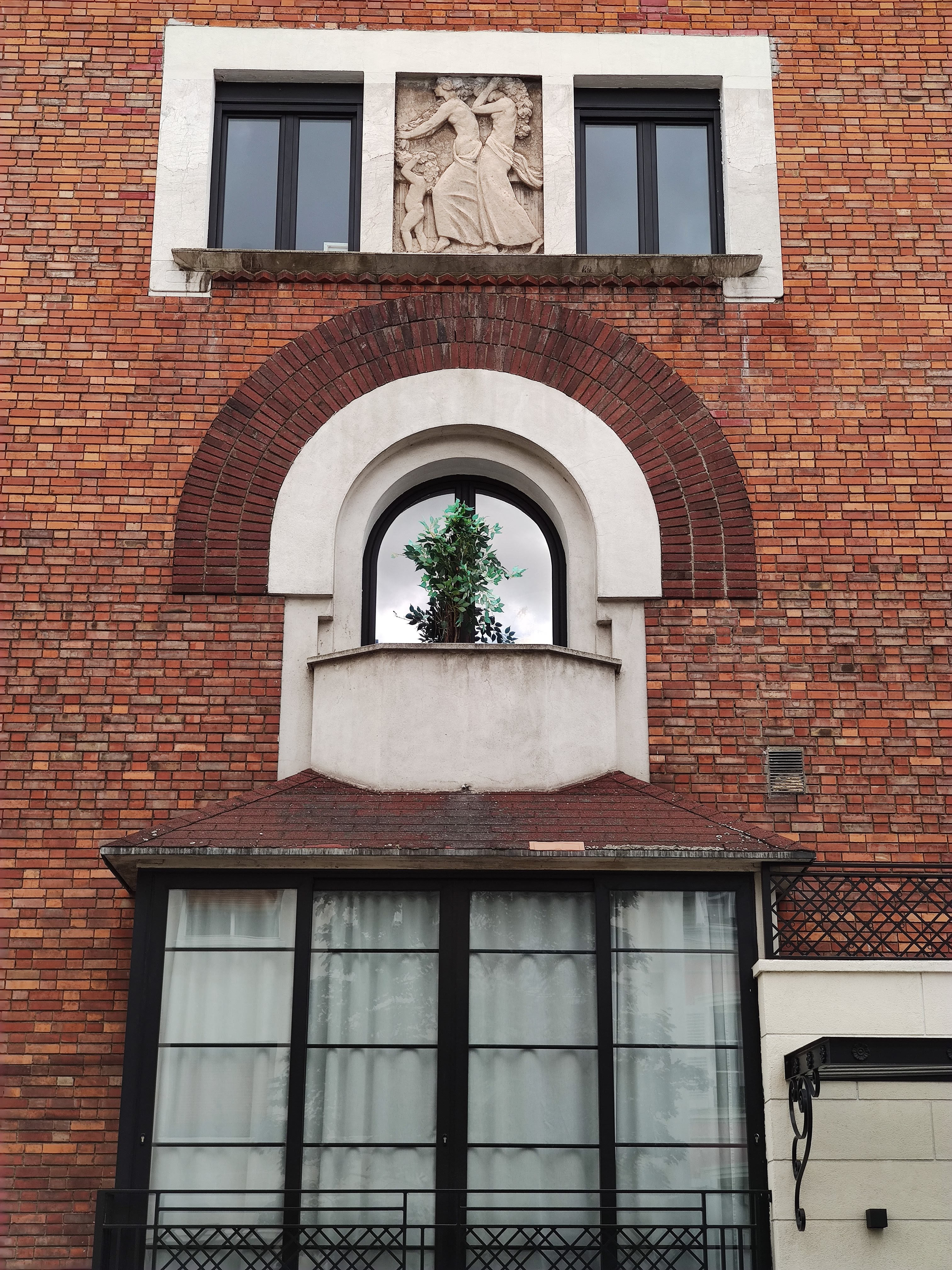
Détail.